# 塞内加尔共产党
塞内加尔共产党（法語：Parti Communiste Sénégalais，缩写为PCS）是塞内加尔历史上的一个共产主义政党。该党成立于1965年，创始人是当时的学生领导人兰丁·萨瓦内。该党持亲中华人民共和国立场。该党只存在了很短暂的一段时间。但是，兰丁·萨瓦内通过参加其它政治团体继续他的政治活动。